# 松之山湯之島テレビ中継局
松之山湯之島テレビ中継局（まつのやまゆのしまテレビちゅうけいきょく）は、新潟県十日町市に設置されていたテレビ中継局。

## 中継局概要

### アナログテレビ放送
| チャンネル 番号 | 放送局名     | 空中線 電力         | ERP                 | 偏波面   | 放送対象地域 | 放送区域 内世帯数 | 運用開始日     |
| --------------- | ------------ | ------------------- | ------------------- | -------- | ------------ | ----------------- | -------------- |
| 44              | BSN 新潟放送 | 映像100mW/ 音声25mW | 映像260mW/ 音声62mW | 水平偏波 | 新潟県       | 約-世帯           | 1977年 3月31日 |
| 46              | NHK 新潟総合 | 映像100mW/ 音声25mW | 映像260mW/ 音声62mW | 水平偏波 | 新潟県       | 約-世帯           | 1977年 3月31日 |
| 48              | NHK 新潟教育 | 映像100mW/ 音声25mW | 映像260mW/ 音声62mW | 水平偏波 | 全国         | 約-世帯           | 1977年 3月31日 |

- 所在地： 十日町市松之山浦田字北浦田
- 2011年7月24日をもってすべて廃止された。デジタル放送は新潟本局によってカバーされている[3]。